# Aldo Costa
Aldo Costa (ur. 6 czerwca 1961 roku w Parmie) – główny inżynier w zespole Mercedes GP w Formule 1.

## Życiorys
Aldo Costa urodził się w Parmie we Włoszech. Po ukończeniu szkoły, kontynuował studia i ukończył je na Uniwersytecie Bolońskim na oddziale inżynierii mechanicznej.
Costa zaczął swoją karierę w Formule 1 jako główny projektant dla włoskiego zespołu,  Minardi w 1988 roku, w 1989 roku po Giacomo Caliri został dyrektorem technicznym. W 1995 roku ponownie dołączył do włoskiego zespołu, był to zespół Scuderia Ferrari. W 1998 roku został asystentem zespołu Chief Designer, Rory Byrne. Kiedy Rory Byrne powiedział, że chce przejść na emeryturę w 2004 roku, Costa został mianowany jego następcą.
Przed rozpoczęciem sezonu 2006, Aldo Costa został awansowany na szefa i projektanta w Ferrari. 24 maja 2011 roku został zwolniony z zajmowanego stanowiska dyrektora technicznego. 20 lipca 2011 roku postanowił całkowicie odejść z zespołu Scuderia Ferrari. Do końca 2011 roku nie może podjąć pracy w żadnym zespole startującym w Formule 1. Od 1 grudnia 2011 roku rozpoczął  pracę w zespole Mercedes GP jako główny inżynier.